# Сорок і чотири
Сорок і чотири (пол. Czterdzieści i cztery) — фентезійний роман Кшиштофа Піскорського, опублікований у 2016 році. У 2017 році вона отримала найважливішу польську літературну нагороду в галузі фентезі: Літературну премію імені Єжи Жулавського та Меморіальну премію імені Януша Зайделя. 

## Характеристика
Твір поєднує елементи історичної фантастики та політичного трилера, розгортаючись у XIX столітті в умовах альтернативної історії, де світ переживає зміни під впливом магії та науки. Роман досліджує тему боротьби за свободу, зіткнення ідеологій, а також морального вибору та жертовності у протистоянні тоталітаризму. Дія роману відбувається в 1844 році, в альтернативній реальності, в якій людство відкрило силу етеру. Роман має слабке відношення до попереднього роману автора під назвою «Задра» . 
Роман сильно посилається на епоху романтизму, використовуючи твори Юліуша Словацького та Адама Міцкевича. Він також черпає мотиви зі слов'янської міфології. Вважається романом із напряму стімпанк, а точніше — етерпанк, оскільки в представленому світі герої використовують не пар, а силу вакуумної енергії, яку в романі називають ефіром.
Роман піднімає актуальні питання влади та опору, моралі й особистої відповідальності, а також досліджує цінність свободи. Піскорський через альтернативну історію та фентезійну реальність створює вражаючий портрет імперської політики, її жорстокості та прагнення до тотального контролю.
Твір вирізняється багатошаровим стилем, що поєднує елементи магічного реалізму, наукової фантастики та пригодницької літератури. Піскорський майстерно використовує метафору магії як знаряддя влади і зброї, яка впливає на хід історії, відображаючи реальні процеси боротьби за національне визволення.

## Сюжет
1844 рік. Еліза Змієвська, поетеса й остання жриця забутого слов'янського бога Змія, їде до Англії, відрізаної блокадою. За завданням польського підпілля їй належить знайти промисловця Конрада Залуського, конструктора незвичайних ґаджетів і літальних апаратів, якого співвітчизники звинувачують у поразці повстання в Литві. Вона має намір виконати вирок Еміграційної Ради та Юліуша Словацького. У захопливій подорожі її супроводжують тетигон Кса’ру та жива відрубана голова британського вченого Томаса Мітчела. Цій трійці належить з усією винахідливістю, сміливістю та самопожертвою протистояти численним втіленням зла, а найбільше його концентрованому образу — жорстокій російській імперії, яка задля своїх підступних цілей готова знищити все людство.

## Видання в Україні
Український переклад книги було опубкліковано 2022 року видаництвом Навчальна книга Богдан. Переклад з польської Андрія Павлишина.

## Виноски
1. ↑  , Wydawnictwo Literackie, "Komplet nagród za „Czterdzieści i cztery”!" [Архівовано 2018-05-04 у Wayback Machine.]
2. ↑  , Wydawnictwo Literackie, "Czterdzieści i cztery"
3. ↑  Сорок і чотири : роман. bohdan-books.com. Процитовано 3 листопада 2024.